# مرولة
المِرولة أو المِيدعة أو الصُّدْرة هي صدرية تقي ملابس الأطفال. ويُقال لها في العامية في بعض مناطق الشام: دَقُّونَة أي ما يُلبس تحت الذقن.

## معرض صور

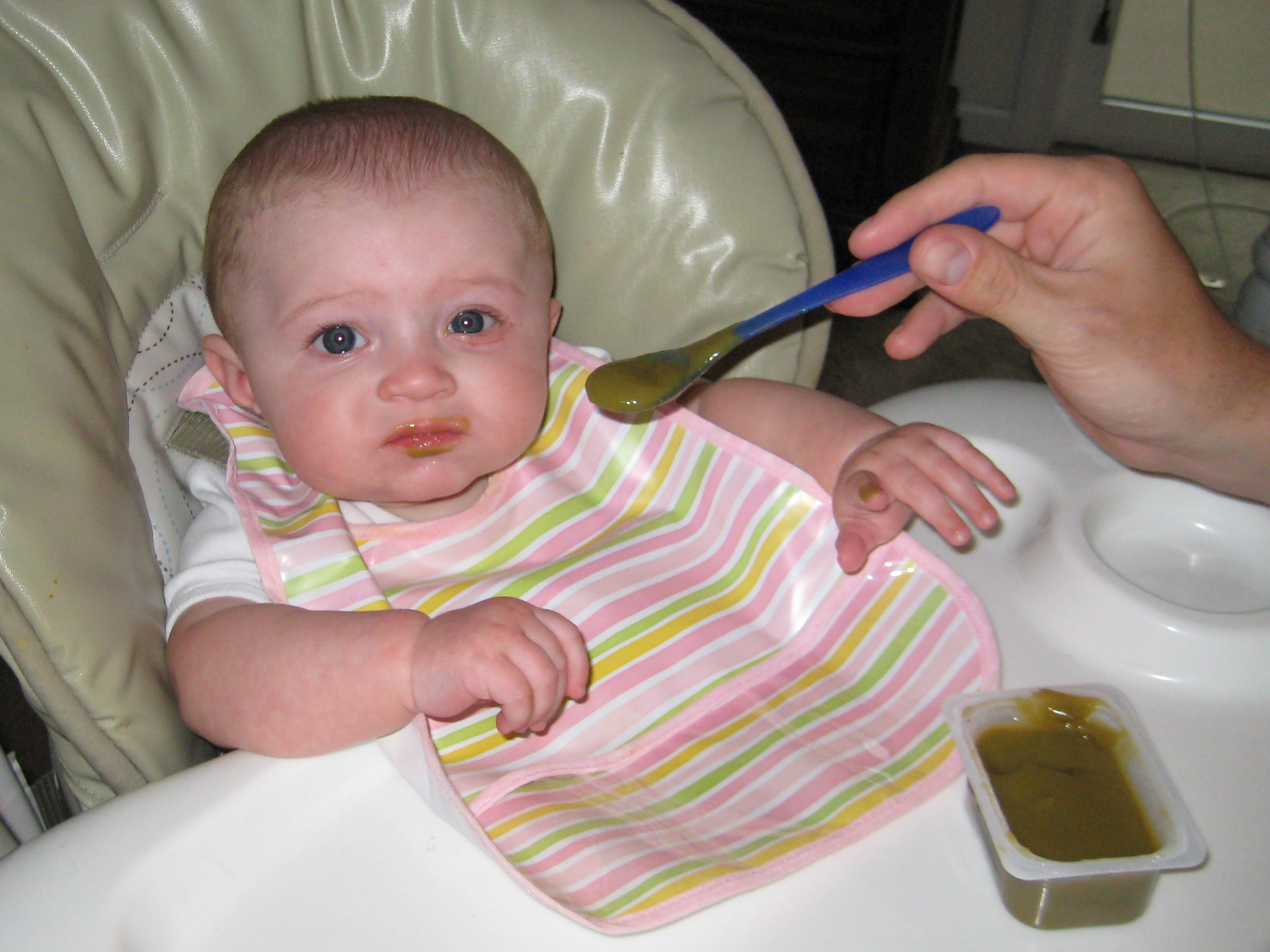
طفل مرتدي المرولة أثناء تناول طعامه
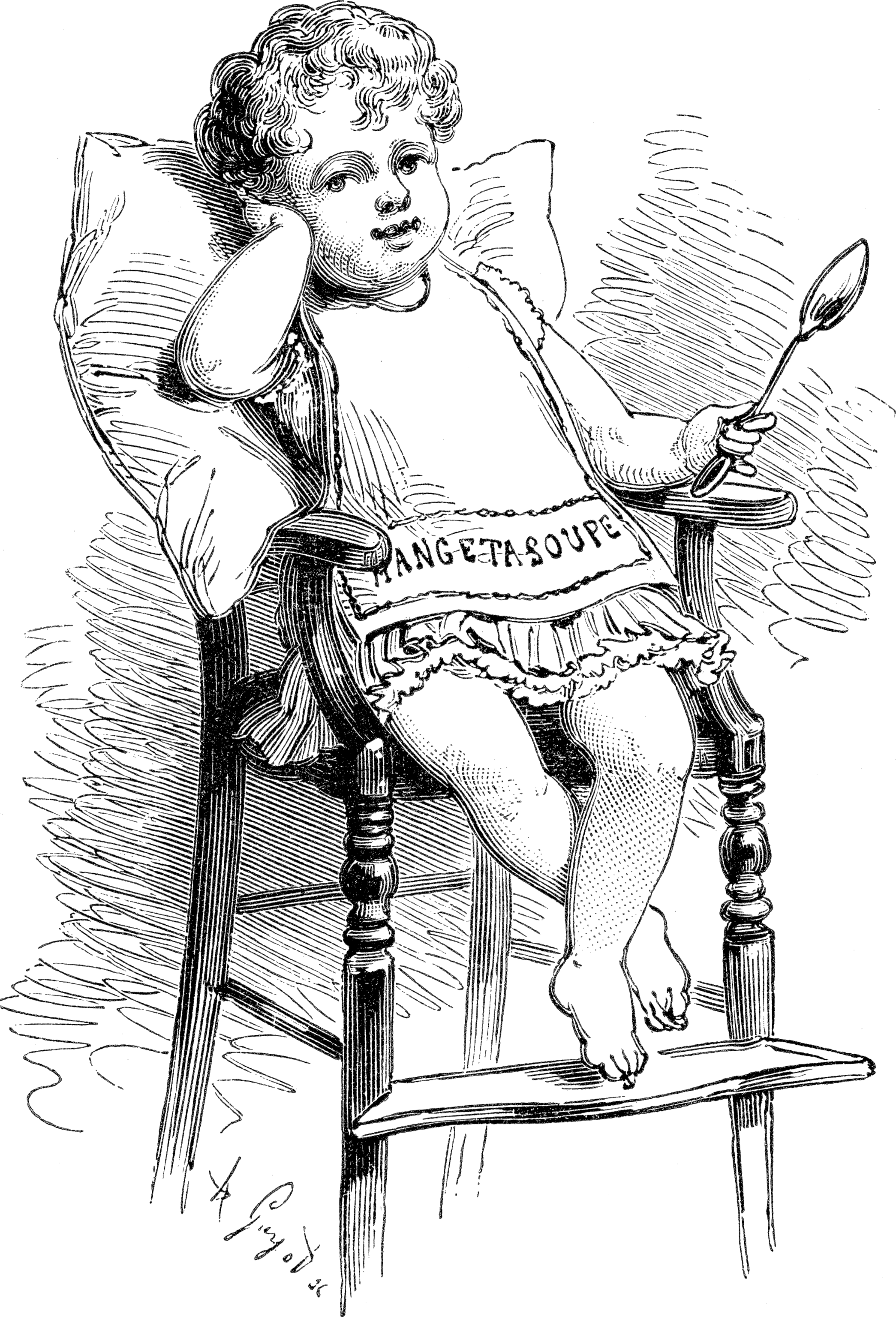